# Emirat de Muri
L'emirat de Muri fou un estat històric i avui dia emirat tradicional de Nigèria, a l'estat de Taraba.

## Història
Originalment al segle xvii fou part del regne jukun anomenat Kororofa; la regió ara coneguda com a emirat de Muri va ser conquerida el 1804 per la gihad (guerra santa) duta a terme pel poble fulani. Pel 1817 Hamman Ruwa, un germà de l'emir de Gombe, un emirat al nord, havia consolidat el control fulani sobre els pobles no musulmans de la zona i havia col·locat el seu territori sota la jurisdicció de Gombe. Després Ruwa va ser condemnat a mort el 1833 per l'emir de Gombe, Buba Yero, i llavors els fulani de la regió van sol·licitar la seva independència de Gombe que el sultà de Sokoto va concedir. Així fou fundat l'emirat independent el 1833, conegut a vegades com regne o emirat Hammaruwa, pel nom del seu fundador; va ser governada pels descendents de Ruwa i la ciutat de Muri també era sovint anomenada Hammaruwa, almenys fins a 1893. Al llarg d'aquest període, el regne va retre homenatge en esclaus al sultà de Sokoto (la capital de l'imperi Fulani, 747 quilòmetres al nord-oest).
L'emir Muhammadu Nya va signar un tractat en 1885 que permetia a la Royal Niger Company (britànica, 1886) construir un lloc de comerç a Ibi (167 quilòmetres al sud-oest de la ciutat de Muri), però posteriors problemes amb la companyia i amb els pobles jibu no musulmans, va portar a l'emir a demanar el protectorat francès que sou força efímer (1892-93) sota el govern de Louis Alexandre Mizon (+ 1899). L'emir Nya també va traslladar la seu de l'emirat el 1893 cap a Jalingo (64 quilòmetres al sud-est), una base de guerra des de la que podia enviar incursions contra el poble mumuye. Els britànics van establir un ferm control sobre la regió el 1900, i l'emirat de Muri va ser incorporat com una divisió de la província de Lau Muri (1900-1926). Encara que la ciutat de Lau (a 43 quilòmetres a l'est) va servir com a residència de l'emir fins a 1910, i Mutum Biyu (Biu, 68 km al sud) fins al 1917, Jalingo va retornar a ser la seu de l'emir des de 1917. Muri va esdevenir part de la divisió de Muri el 1915; el 1976 va quedar dins a l'estat de Gongola, i el 1991 es va convertir en part de l'estat de Taraba.

## Emirs
- 1817 - 1833 Hamman Ruwa dan `Usman
- 1830 - 1833 Bubs Yero (Regent)
- 1833 Prince Hamman (Regent)
- 1833 - 1836 Ibrahim dan Hamman Ruwa (primera vegada)
- 1836 Hamman dan Hamman Ruwa (primera vegada)
- 1836 - 1848 Ibrahim dan Hamman Ruwa (segona vegada)
- 1848 - 1861 Hamman dan Hamman Ruwa (segona vegada)
- 1861 - 1869 Hamadu dan Bose
- 1869 - 1873 Burba dan Hamman
- 1873 - 1874 Abu Bakar dan Hamman Ruwa
- 1874 - 1897 Muhammadu Nya dan Abi Bakar
- 1897 - 1903 Hasan dan Muhammadu Nya
- 1903 - 1953 Muhammadu Mafindi dan Muhammadu Nya
- 1953 - 1966 Muhamman Tukur dan Muhammadu Nya
- 1966 - 12 Aug 1986 Umaru Abba Tukur
- 1986 - Abbas Njidda Tafida